# Patogena gliva
Patogene glive, tudi samo glivice, so glive, ki povzročajo bolezni pri ljudeh in drugih organizmih. Gre za evkariontske organizme, velikokrat v obliki drobnoživk (mikroorganizmov).
Glive so prisotne povsod v okolju, na primer v prsti, na rastlinah, na človeški koži, na površinah v zaprtih prostorih ... Na svetu obstaja okoli 1,5 milijona različnih vrst gliv, vendar jih le okoli 300 povzroča bolezni pri ljudeh. Večina vrst ni nevarna za človeka. Zlasti pri bolnikih s hudimi okvarami imunskega sistema ali presnovnimi motnjami ter po obsežnih operacijah lahko bolezen povzročijo tudi glive, ki sicer za zdrave posameznike niso patogene. Take glive imenujemo oportunistične glive. Bolezni, ki jih povzročajo glive, imenujemo glivične bolezni ali mikoze.

## Primeri patogenih gliv
Opisanih je več sto potencialno patogenih gliv, ki lahko povzročajo okužbe pri človeku, vendar pa veliko večino hudih glivičnih okužb povzroči manj kot ducat vrst, med njimi Candida spp., Cryptococcus neoformans, Aspergillus spp., Histoplasma capsulatum, Coccidioides spp., Blastomyces immitis in Paracoccidioides brasiliensis.

## Zdravljenje
Za zdravljenje glivičnih okužb se uporabljajo protiglivična zdravila. Primera takih zdravil sta flukonazol in amfotericin B. Flukonazol je na voljo tudi v pripravkih brez recepta, ki se uporabljajo za zdravljenje manj hudih površinskih glivičnih okužb, amfotericin B pa je močnejša učinkovina, ki se injicira v primerih hudih sistemskih glivičnih okužb.
Zdravljenje s protiglivičnimi zdravili lahko izzove pojav odpornosti povzročitelja proti zdravilu, kar je posledica različnih mehanizmov prilagoditve glivic na prisotnost učinkovine. Številni izolati odpornih sevov izražajo na primer gene, ki kodirajo ta imenovane črpalke za izplavljanje, ki zdravilo izčrpajo iz glivne celice po tem, ko le ta vstopi vanjo.